# Ursus etruscus
L'orso etrusco (Ursus etruscus) è un mammifero carnivoro estinto, appartenente agli ursidi. Visse nel Pleistocene inferiore (circa 1.800.000 - 800 000 anni fa) e i suoi resti fossili sono stati ritrovati in Europa, Asia e Nordafrica.

## Descrizione

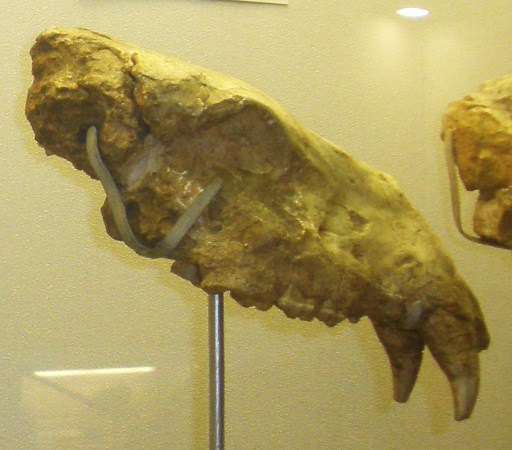
Cranio di Ursus etruscus

Questo animale era di taglia medio - grande; le prime forme erano grandi quanto un orso tibetano (Ursus thibetanus), mentre le forme successive erano grandi anche quanto un orso bruno (Ursus arctos). 
L'orso etrusco era dotato di un neurocranio allungato, così come il cranio facciale. La fronte era larga, gli ectorbitali decisamente sporgenti e i condili occipitali insolitamente piccoli. I primi premolari (dal primo al terzo) sono quasi sempre presenti; nelle forme più antiche erano grandi e ravvicinati, mentre in quelle successive erano più piccoli e distanziati. L'omero era ancora di struttura arcaica: era ancora presente un forame entepicondilare come nell'urside miocenico Ursavus. Le zampe di Ursus etruscus erano piuttosto corte; erano presenti piccole faccette articolari nelle ossa carpali e tarsali, e le ossa metapodiali erano snelle. 

## Classificazione

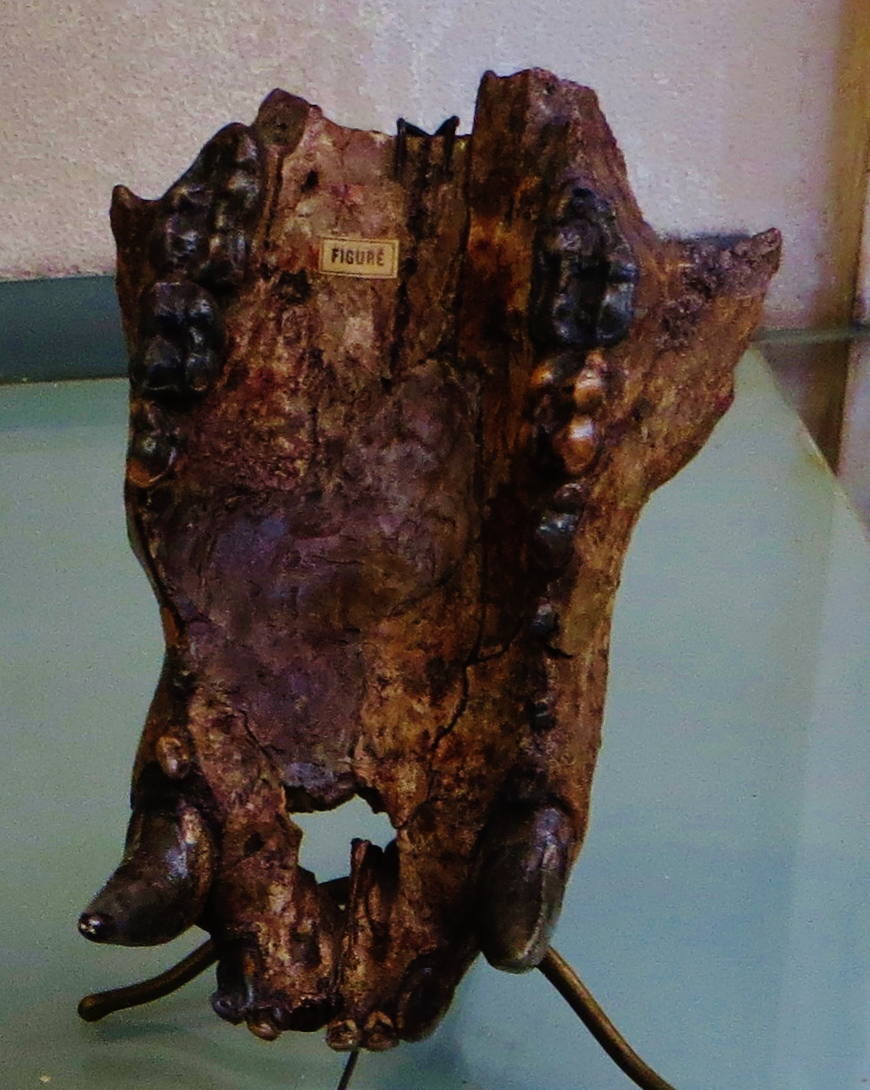
Palato di Ursus etruscus

Ursus etruscus venne descritto per la prima volta da Georges Cuvier nel 1823, sulla base di fossili ritrovati in Toscana. In seguito, fossili attribuiti a questa specie sono stati ritrovati in numerose zone d'Europa: Francia, Paesi Bassi, Italia, Spagna, Croazia, Georgia (con la forma U. e. vekuai). Resti sono stati ritrovati anche nella regione delle grandi steppe asiatiche, in Israele e in Nordafrica (Marocco). 
L'orso etrusco si originò probabilmente da forme ancestrali del genere Ursus, come Ursus minimus del Pliocene. Una sottospecie primitiva e di piccole dimensioni, U. etruscus saintvallierensis, abitò l'Europa all'inizio del Pleistocene inferiore. Forme simili sono note in Asia Centrale (Tagikistan) e in Nordafrica; successivamente questa forma diede origine alla sottospecie tipica, U. e. etruscus. Questa forma si estinse alla fine del Pleistocene inferiore (le ultime località in cui viene rinvenuta sono Pietrafitta in Italia e Venta Micena in Spagna), non prima di aver probabilmente dato origine ad altre linee evolutive. È possibile infatti che l'orso etrusco abbia dato origine da una parte agli orsi delle caverne (Ursus deningeri e U. spelaeus) e dall'altra agli orsi bruni propriamente detti (Ursus arctos). Alcuni studiosi, inoltre, ipotizzano che alcune popolazioni relitte di orso etrusco siano all'origine della linea evolutiva che portò all'orso nero asiatico (Herrero, 1972). Altri studi (Mazza e Rustioni, 1992) ritengono invece l'orso etrusco troppo specializzato per poter essere l'antenato dei vari ceppi di orsi attuali, e farebbero risalire l'origine dei vari gruppi a ursidi più antichi, come Ursus minimus.

## Paleoecologia

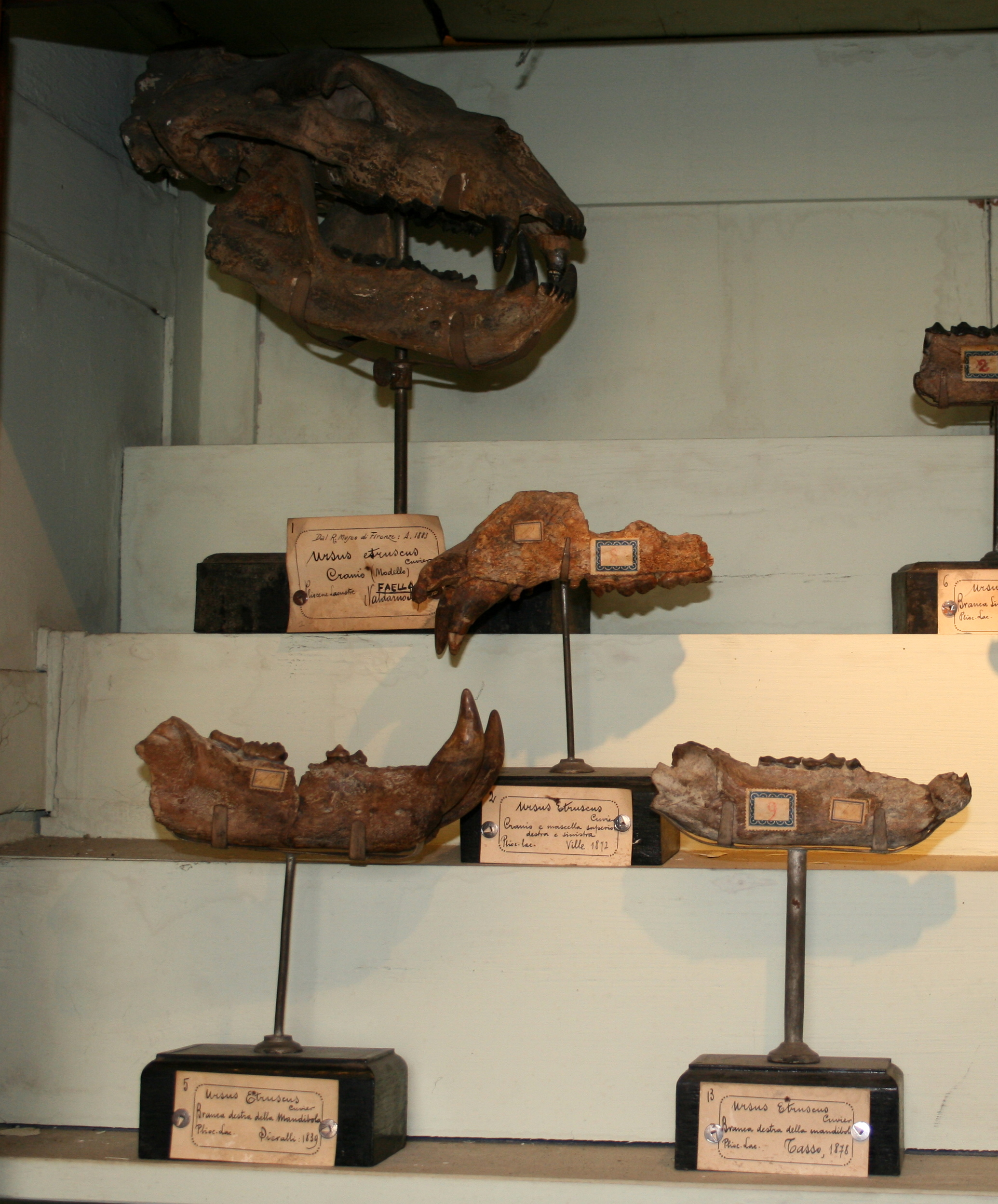
Fossili di Ursus etruscus

È molto probabile che l'orso etrusco fosse una specie opportunista, che riuscì a colonizzare numerosi ambienti molto differenti fra di loro. Colonizzò regioni fluviali (Valdarno, Italia), paludi (Tegelen, Paesi Bassi), zone lacustri (Venta Micena, Spagna), zone aride e simili a savane (La Puebla de Valverde, Spagna) e steppe (Saint Vallier, Francia). Questa colonizzazione fu possibile grazie alla morfologia di questo animale, che gli permetteva di nutrirsi di molti tipi diversi di cibo (De Torres, 1992b).